# 라트리
라트리(산스크리트어: रात्रि) 또는 니샤는 베다에 나오는 힌두교의 여신으로, 밤의 의인화이다. 라트리에 대한 언급의 대부분은 리그베다에서 발견되며, 그녀는 새벽의 의인화인 우샤스의 자매로 묘사된다. 그녀는 우샤스와 함께 강력한 어머니이자 생명력의 강화자로 언급된다. 그녀는 우주의 순환적인 리듬 패턴을 나타낸다. 그녀의 신체적 외모는 명시적으로 언급되지 않았지만, 아름다운 처녀로 묘사된다.
리그베다의 찬송가 1곡과 아타르바베다의 찬송가 5곡이 그녀에게 헌정된다. 이후 탄트리 문자에서 그녀는 중요한 위치를 차지한다. 그녀는 리그베다에서 우샤스, 인드라, 르타, 사트야와 관련이 있는 반면, 아타르바베다에서는 수리야와 관련이 있다. 브라마나와 수트라 문헌에서는 종종 라트리를 언급한다.

## 같이 보기
- 데위 라티
- 우샤스
- 아디티